# 吳嘉熙 (越南)
吳嘉熙（1916年6月16日—2004年10月6日），北寧省慈山縣人，越南醫學家。法國泌尿外科協會成員、東南亞泌尿外科協會創始人和越南泌尿外科協會和胡志明市泌尿外科協會名譽主席，曾任越南共和國國家高級委員會成員。

## 生平
1916年6月16日（部分來源作1914年），吳嘉熙出生於越南北寧省三山村（今慈山縣三山坊），是吳嘉禮的長子。吳嘉熙的母親在生下幼子時早逝，他從此決心學醫救人。由於父親在擔任知縣時收集了很多藥書，吳嘉熙從小就對傳統醫學產生了喜愛和初步的瞭解。
吳嘉熙曾先後就讀於保護中學（今河內朱文安中學）和河內醫科大學。
1948年大學畢業後，吳嘉熙留校任助教，後到府尹醫院（今河內越德醫院）工作。1950年至1953年，前往法國進修。1960年，在美國進修。
1980年，吳嘉熙升等教授。
2004年10月6日下午5時，吳嘉熙在胡志明市逝世。

## 個人生活
吳嘉熙平時愛好集郵。

## 家庭

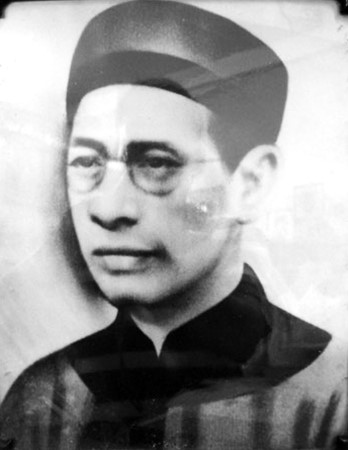
吳嘉熙之父吳嘉禮

吳嘉熙的父親吳嘉禮（Ngô Gia Lễ，1897－1943）曾在多地擔任知縣。
叔叔吳嘉緒是印度支那共產黨黨員，因爲參與反對法國殖民的革命活動而被殖民當局逮捕，1935年越獄時失蹤。

## 榮譽
- 爲青年一代徽章（1988年）[3]
- 優秀教師稱號（1990年）[3]
- 教育事業徽章（1997年）[3]
- 三等勞動勳章（1999年）[3]
- 尊室松科學獎（2004年）[3]

## 外部鏈接
- Ngô Gia Hy - Gia Phả （页面存档备份，存于）